# Platz der jüdischen Deportierten

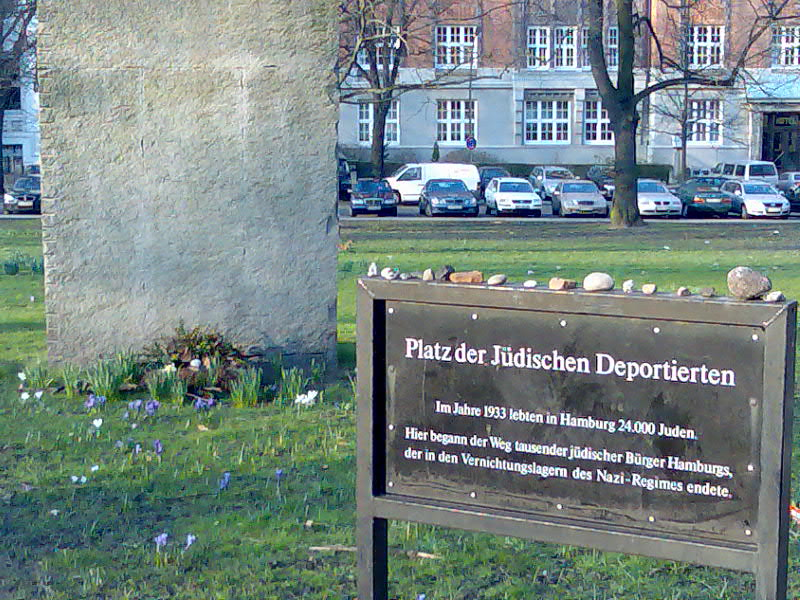
Infotafel mit falscher Schreibweise (2007)

Der Platz der jüdischen Deportierten ist ein Platz in Hamburg an der Edmund-Siemers-Allee zum Gedenken an die Deportation von Juden aus Deutschland. Das Mahnmal wurde von dem Künstler Ulrich Rückriem gestaltet und am 21. Januar 1983 eingeweiht.

## Geschichte
Die Deportation von Juden in die Ghettos und Vernichtungslager in Hamburg begann am 25. Oktober 1941. Die zentrale Sammelstelle war das an der Moorweidenstraße befindliche ehemalige Logenhaus der Johannislogen. Einen Tag vor Abtransport musste man sich dort einfinden, der Abtransport wurde vorbereitet, das Gepäck durchsucht und die Personalien wurden aufgenommen. Danach wurden die zur Deportation Vorgesehenen zur Moorweide gebracht, einem zentral gelegen, gut einsehbaren Platz, bis es weiterging Richtung Hannoverscher Bahnhof. Vor allem dieser Platz steht für die systematische Ermordung der Hamburger Juden, auch wenn später weitere Plätze als Sammelstellen der Deportation genutzt wurden, wie zum Beispiel die Volksschule Schanzenstraße, die Talmud-Thora-Schule im Grindelhof 20, das Gemeindehaus in der Beneckestraße und das Jüdische Gemeinschaftshaus in der Hartungsstraße.
Insgesamt erfolgten 17 Deportationen aus Hamburg in die Arbeits- und Vernichtungslager. Im Juli 1942 und im Februar 1943 war das Ziel zweier Transporte aus Hamburg auch Auschwitz.
Anfang der 1980er Jahre waren Pläne zur Errichtung eines Gedenksteines an diesem Ort von privaten und politischen Initiativen und der jüdischen Gemeinde ins Gespräch gebracht worden. 1982 erhielt der Künstler Ulrich Rückriem von der Kulturbehörde den Auftrag zum Entwurf eines Gedenksteins. Am 21. Januar wurde das Mahnmal schließlich eingeweiht.

## Beschreibung

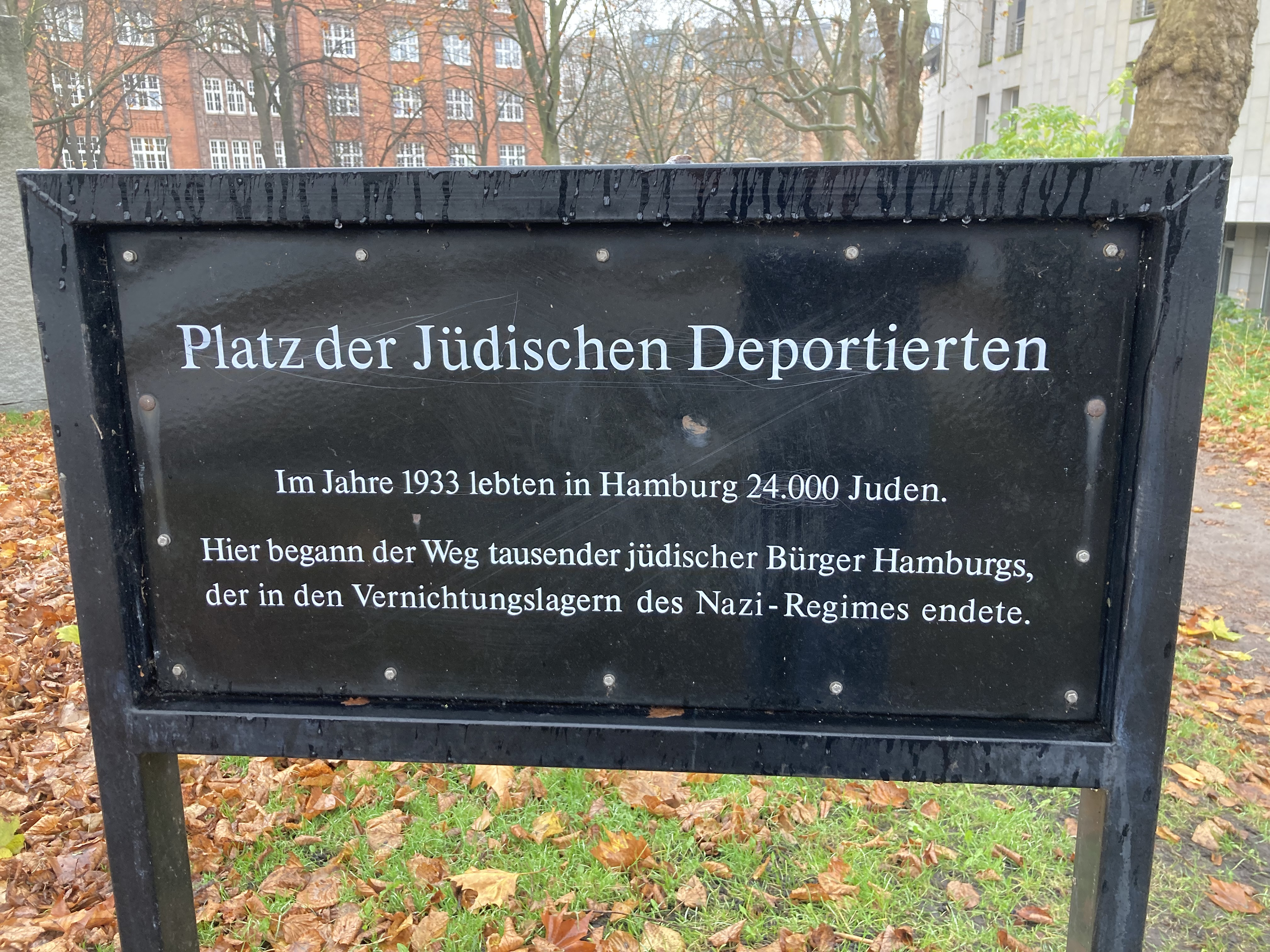
Eines der Hinweisschilder am Platz der Jüdischen Deportierten, 2021

Die Fläche des Platzes selbst ist grob dreieckig. An mehreren Stellen befinden sich Hinweisschilder mit Informationen zur Geschichte des Platzes:
„Dem Gedenken an die jüdischen Bürger Hamburgs, die in den Tagen der Nationalsozialistischen Gewaltherrschaft zu Tausenden von diesem Platz in den Tod geschickt wurden. Vergesst es nicht, seid wachsam.“
Die Schilder gehörten jedoch nicht zur ursprünglichen Konzeption. Sie wurden 1989 – anlässlich der offiziellen Namensgebung Platz der Deportierten – im Rahmen des sogenannten „Schwarze Tafeln“-Programms aufgestellt, mit dem die Stadt an Orte der nationalsozialistischen Gräueltaten erläuternd erinnert.
Das eigentliche Denkmal besteht in einem über vier Meter hohen, zwei Meter breiten, siebzig Zentimeter tiefen und 35 Tonnen schweren Granitblock, der vor seiner eigentlichen Bearbeitung in sieben (eine bedeutsame Zahl im Judentum) Teile geteilt wurde (drei Grundsteine, drei Säulen und einen Dachstein) und anschließend wieder zusammengesetzt wurde. Feine, senkrecht und waagrecht verlaufende Teilungslinien lassen die damalige Teilung erkennen. In seiner Gesamterscheinung soll das Mahnmal Assoziationen an die Klagemauer in Jerusalem wecken. Der Granitblock enthält keine Inschrift.